# Kvensöðull
Kvensöðull är en kulle i republiken Island. Den ligger i regionen Norðurland eystra, 300 km nordost om huvudstaden Reykjavík. Toppen på Kvensöðull är 374 meter över havet.
Trakten runt Kvensöðull är nära nog obefolkad, med mindre än två invånare per kvadratkilometer. Det finns inga samhällen i närheten. Trakten runt Kvensöðull är ofruktbar med lite eller ingen växtlighet.